# Pédagogie à faible encadrement
 (juillet 2017).
Le contenu est difficilement compréhensible vu les erreurs de traduction, qui sont peut-être dues à l'utilisation d'un logiciel de traduction automatique.
La pédagogie à faible encadrement ou pédagogie à faible intrusion (Mini-invasive Pedagogy) est une forme d'apprentissage selon laquelle les enfants évoluent dans des environnements non surveillés. La méthodologie est née d'une expérience réalisée par Sugata Mitra travaillant au National Institute of Technology de Tiruchirappalli (NIIT) en 1999. Cette expérience, dénommée le Trou dans Le Mur est ensuite devenue un programme de formation porté par l'organisation Hole-in-the-Wall Education Ltd. (HiWEL), en coopération avec le NIIT, l'International Finance Corporation ainsi qu'une société indienne dédiée à l'informatique et à la pédagogie. La pédagogie à faible encadrement serait utilisée dans plus de 300 « stations d'apprentissage » à destination de plus de 300 000 enfants en Inde et dans plusieurs pays Africains.
Ce programme a été récompensé par le prix Digital Opportuny décerné par la World Information Technology and Services Alliance (WITSA).

## L'histoire

### Initiateur
Le professeur Mitra, à l'époque directeur Scientifique au NIIT, est l'initiateur du programme intitulé le Trou dans le Mur. Dès 1982, il avait réfléchi au concept d'apprentissage non supervisé. En 1999, il a décidé d'expérimenter ce concept par une expérience inédite.

### Expérience
Le 26 janvier 1999, le Pr Mitra et son équipe ont aménagé un « trou dans le mur » entre celui du NIIT et l'un des bidonvilles à Kalkaji, New Delhi. Grâce à ce trou, un ordinateur en libre accès a été à disposition à destination plus spécifiquement des les enfants vivant dans ce bidonville. Sans aucune expérience préalable, les enfants ont appris à utiliser l'ordinateur par eux-mêmes. À la suite de cette expérience, le Pr Mitra a proposé l'hypothèse suivante : l'acquisition des compétences en informatique ou encore numérique par des enfants motivés peut s'effectuer quand un ordinateur est accessible même si le cadre d'une supervision humaine est très minime.

### Résultats
Mitra a résumé les résultats de son expérience comme suit: 
Dans le cadre où l'on donne à un groupe d'étudiants un accès public et gratuit à des ordinateurs branchés sur le réseau internet :
- Ils acquièrent des compétences numériques d'utilisation des ordinateurs et des capacités à surfer sur Internet.
- Ils apprennent suffisamment l'anglais par eux-mêmes pour utiliser l'e-mail, le chat et les moteurs de recherche.
- Ils parviennent à rechercher sur Internet des réponses à des questions dans un délai de quelques mois.
- Ils améliorent leur prononciation anglaise par eux-mêmes.
- Ils améliorent leurs connaissances en mathématiques et en science.
- Ils développent leurs compétences sociales et modifient leurs systèmes de valeur.
- Ils apprennent à formuler une opinion critique et autonome de manière indépendante ainsi qu'à détecter les actes d'endoctrinement[3].

## L'état actuel et l'expansion à l'extérieur de l'Inde
Le premier à adopter l'idée fut le Gouvernement du Territoire de la Capitale Nationale de Delhi. En 2000, le Gouvernement de Delhi a mis sur pied jusqu'à 30 Stations d'Apprentissage. Ce projet est encore en cours.
Encouragés par le succès initial de l'expéirla Kalkaji experience, des ordinateurs en libre accès ont été mis en place dans Shivpuri (une ville située dans l'état du Madhya Pradesh) et dans Madantusi (un village de l'Uttar Pradesh). Les résultats de Shivpuri et Madantusi ont confirmé les résultats de l'expérience Kalkaji. Il est apparu que les enfants de ces deux endroits ont développé des compétences numériques de manière autonome. Le Pr Mitra définit cela comme une nouvelle méthode de pédagogie à faible intrusion (Mini-invasive Pedagogy) ou à faible encadrement.
Simultanément, l'International Finance Corporation s'est associé avec le NIIT pour mettre sur pied l'association Hole-in-the-Wall Education Ltd (HiWEL). L'idée était d'élargir la portée des expériences et de mener des recherches afin de prouver et de rationaliser les expériences du Trou-dans-le-Mur. Les résultats montrent que les enfants apprennent à faire fonctionner et à jouer avec l'ordinateur avec un minimum d'intervention de la part d'autrui. Ils ont développé des compétences et des tâches en construisant leur propre environnement d'apprentissage et leurs propres méthodes.
Aujourd'hui, plus de 300 000 enfants ont bénéficié de 300 stations Trou-dans-le-Mur sur les 8 dernières années. En Inde, Suhotra Banerjee (Chef des Relations avec le Gouvernement) a augmenté la portée des stations d'apprentissage HiWEL en installant des stations dans le Nagaland, le Jharkhand et l'Andhra Pradesh.Le nombre d'enfants concernés par ce projet augmente peu à peu. 
En plus de l'Inde, HiWEL a aussi des projets à l'étranger. Le premier de ces projets a été établi au Cambodge en 2004. Le projet est actuellement en cours au Botswana, au Mozambique, au Nigeria, au Rwanda, au Swaziland, en Ouganda et en Zambie. L'idée, aussi appelée apprentissage ouvert, est à même d'être appliquée en Grande-Bretagne, mais à l'intérieur de la salle de classe.

## HiWEL
Hole-in-the-Wall Education Ltd. (HiWEL) est une entreprise commune entre NIIT et la Société financière Internationale. Créé en 2001, HiWEL a été mise en place dans le but à la fois de faciliter la recherche scientifique et à la fois de propager le concept de Trou-dans-le-Mur, en approche disruptive selon les méthodes d'apprentissage traditionnelles inventées par Le Dr Mitrahef du NIIT. HiWEL a été supporté par le Reader's Digest. 

## Prix et distinctions
- Le Digital Opportunity Award a été décerné à ce programme par l'organisation WITSA en 2008 en considérant qu'il s'agissait d'un « travail de pionnier dans le développement des compétences numériques et l'amélioration de l'éducation de base. »

## La couverture dans les médias
Le projet a bénéficié d'une large couverture à partir de sources aussi diverses que l'UNESCO, Business Week, CNN, Reuters, et Le Christian Science Monitor, en plus d'être présenté à l'assemblée annuelle de la conférence TED en 2007.
Il a bénéficié d'une publicité internationale en inspirant notamment le livre de Q & A, lui-même source d'inspiration du film Slumdog Millionnaire récompensé par un Academy Award.

## À l'école
La théorie sous-jacente de la pédagogie faiblement intrusive affirme qu'il existe de nombreuses raisons selon lesquelles les enfants éprouvent des difficultés d'apprentissage, particulièrement quand les sujets sont imposés et peuvent ne pas intéresser les élèves de prime abord. Les écoles identifient ces élèves comme ayant des « troubles d'apprentissage » et les placent dans l'enseignement spécial, même si l'enfant n'a pas de trouble d'apprentissage. Selon cette théorie, c'est parce que les écoles n'ont pas réussi à enseigner aux enfants les compétences de base.
La pédagogie faiblement intrusive à l'école soutient qu'il y a plusieurs façons d'étudier et d'apprendre. Elle fait valoir que l'apprentissage est un processus appartenant à l'élève, et non un processus à imposer. L'expérience des écoles utilisant cette approche montre qu'il existe de nombreuses façons d'apprendre sans l'intervention de l'enseignement, c'est-à-dire que l'intervention d'un professeur n'est pas impérative. Dans le cas de la lecture par exemple, dans ces écoles, certains enfants apprennent à lire en écoutant des histoires, en les mémorisant, et enfin en les lisant eux-mêmes. D'autres apprennent à partir de boîtes de céréales, de règles de jeu, ou des panneaux de signalisation. Certains apprennent les sons des lettres, d'autres les syllabes, d'autres les mots entiers. Ils témoignent que, dans leurs écoles, aucun enfant n'a jamais été forcé, poussé, exhorté, cajolé, ou corrompu pour apprendre à lire ou écrire, et qu'ils n'ont pas eu de dyslexie. Aucun de leurs diplômés n'est analphabète, réel ou fonctionnel, et personne ne rencontrant un de leurs élèves plus âgés ne pourrait jamais deviner l'âge auquel il a appris à lire ou à écrire.
Tous les sujets, techniques et compétences sont appris de cette manière dans ces écoles. Chaque personne, y compris les enfants et les jeunes, a son propre style d'apprentissage et son rythme. Et chaque personne est unique, non seulement capable d'apprendre, mais aussi capable de réussir. Ces écoles affirment que le fait d'appliquer le modèle médical de la résolution de problèmes aux enfants qui sont dans le système scolaire, et l'étiquetage de ces enfants comme handicapés—stigmatisant toute une génération d'enfant en les considérant comme différents voire dysfonctionnels, alors qu'ils ne souffrent de rien de plus que la "maladie" de ne pas réagir à une salle de classe de la même manière que l'élève moyen. Cela empêche systématiquement la réussite des élèves et l'amélioration du système d'éducation actuel en contradiction avec la nécessité d'intervenir en prévention de l'échec scolaire. Cette méthode, précisent-ils, ne s'applique pas à des personnes qui ont un handicap avec des déficiences mentales, qui elles sont du ressort d'une approche médico-éducative.